# Colin James
Colin James, geboren als Colin James Munn (Regina, (Saskatchewan), 17 augustus 1964), is een Canadese rock- en blueszanger/gitarist en songwriter.

## Biografie
James kreeg zijn break-opening in 1984 voor Stevie Ray Vaughan in Regina. Toen de geplande openingsact niet opdook, had hij maar een paar uur van tevoren de tijd om een set bluesstandards samen te stellen met leden van de lokale band Flying Colors. Vaughan nodigde Colin uit om met hem op te treden tijdens de toegift en daarna mee te doen aan zijn tournee als permanente openingsact. Hij en zijn band The Hoodoo Men openden voor Vaughn voor verschillende tourneedata in de Verenigde Staten. Volgens de legende suggereerde Vaughan zelf de artiestennaam Colin James, want toen hij werd aangekondigd via arena P.A. systemen, klonk Munn als Mud (modder). James speelde ook gitaar op het nummer Thunder and Lightning van Richard Marx.
In 1988, na zijn samenwerking met Vaughan, bracht James zijn titelloze debuutalbum uit, dat verschillende internationale hitsingles opleverde, net als de opvolger Sudden Stop. Hij voorspelde de heropleving van de swing-revival in het midden van de jaren 1990 met zijn Colin James and the Little Big Band-project, dat in 1993 een succesvolle eerste cd uitbracht, met een gouden vervolgplaat in 1998, een derde cd in 2006 en een kerst album in 2007.
De wereldwijde populariteit van James nam eind jaren 1990 enigszins af, maar hij bleef albums uitbrengen in rock-, blues- en akoestische stijlen. In 2005 gaf hij een optreden voor koningin Elizabeth II tijdens haar bezoek aan zijn thuisprovincie Saskatchewan. James' begeleidingsband bestaat vaak uit leden van de in Vancouver gevestigde band Odds en hij heeft samen met Odds zanger-gitarist Craig Northey songs geschreven. In februari 2005 speelde James een gastrol in een aflevering van het televisieprogramma Corner Gas, een Canadese sitcom op het platteland van Saskatchewan.
In 2007 ontving James' album Limelight een gouden plaat voor de verkoop in Canada en in januari 2008 de drie Toronto Blues Society Maple Blues Awards: «Entertainer of the Year», «Electric Act of the Year» en «Recording of the Year» voor Colin James & The Little Big Band 3. In 2009 nam James het album Rooftops and Satellites op met onder meer voormalig Junkhouse-frontman Tom Wilson. Het album werd mede geproduceerd, ontwikkeld en gemixt door Mike Fraser in de Warehouse-studio's in Vancouver. James album Blue Highways uit 2016 stond na zijn debuut 10 weken op #1 in de blueshitlijst van het Roots Music Report en verscheen in de Top 50 albums van dat jaar van het tijdschrift Living Blues. De opvolger Miles To Go werd in september 2018 uitgebracht, met evenveel bijval in de top 10 blueshitlijst in Canada, de Verenigde Staten, het Verenigd Koninkrijk en Australië.

## Televisie-optreden
James maakte een cameo in het Canadese televisieprogramma Corner Gas, seizoen 2, aflevering 15. Oorspronkelijke uitzenddatum: 21 februari 2005.

## Onderscheidingen
James werd genomineerd voor 17 Juno Awards, waarvan hij er zes won.

### Winst
- 1989: Most Promising Male Vocalist of the Year
- 1991: Single of the Year voor Just Came Back
- 1991: Male Vocalist of the Year
- 1996: Male Vocalist of the Year
- 1998: Best Blues Album voor National Steel
- 1999: Best Producer voor Let's Shout en C'mon with the C'mon van Colin James and the Little Big Band II
- 2019: Blues Album of the Year voor Miles to Go

### Nominaties
- 1989: Canadian Entertainer of the Year
- 1991: Canadian Entertainer of the Year
- 1992: Canadian Entertainer of the Year
- 1994: Best Blues/Gospel Album voor Colin James and The Little Big Band
- 1995: Male Vocalist of the Year
- 1996: Best Video voor Freedom
- 1998: Best Male Vocalist
- 1999: Best Blues Album voor Colin James and The Little Big Band II
- 2007: Blues Album of the Year voor Colin James and The Little Big Band III
- 2013: Blues Album of the Year voor Fifteen
- 2017: Blues Album of the Year voor Blue Highways

Colin James werd genomineerd voor en heeft tussen 1997 en 2018 20 Maple Blues Awards gewonnen.

## Discografie

### Singles
- 1986: Five Long Years (uitgebracht bij Bumstead Records)
- 1988: Voodoo Thing
- 1989: Dream of Satin
- 1989: Chicks and Cars and the Third World War
- 1989: Five Long Years (uitgebracht bij Virgin Records)
- 1989: Why'd You Lie - die werd gespeeld in een aflevering van Due South
- 1989: Back in My Arms Again
- 1990: Just Came Back
- 1990: Keep On Loving Me Baby
- 1990: If You Lean On Me
- 1990: T For Trouble
- 1990: Give It Up (met Bonnie Raitt)
- 1992: Love Thang
- 1993: Cadillac Baby
- 1994: Surely (I Love You)
- 1994: Breakin' Up the House
- 1994: No More Doggin'
- 1995: Freedom
- 1995: Saviour
- 1996: Real Stuff
- 1998: Let's Shout (Baby Work Out)
- 1998: C'mon with the C'mon
- 2000: Hide
- 2000: Getting Higher
- 2003: I'm Losing You
- 2003: Make A Mistake
- 2004: Know How To Love You
- 2005: Far Away Like A Radio
- 2005: Better Way To Heaven
- 2005: Travelin'
- 2006: Into The Mystic
- 2006: If You Need Me
- 2009: Man's Gotta Be A Stone
- 2009: Lost Again
- 2009: Wavelength
- 2010: Johnny Coolman
- 2012: Stone Faith
- 2012: I Need You Bad
- 2015: Just a Little Love
- 2016: Going Down
- 2016: Riding in the Moonlight
- 2018: 40 Light Years

### Studioalbums
- 1988: Colin James
- 1990: Sudden Stop
- 1993: Colin James and the Little Big Band
- 1995: Bad Habits
- 1997: National Steel
- 1998: Colin James and the Little Big Band II
- 2000: Fuse
- 2003: Traveler
- 2005: Limelight
- 2006: Colin James & The Little Big Band 3
- 2007: Colin James & The Little Big Band: Christmas
- 2009: Rooftops and Satellites
- 2012: Fifteen
- 2015: Hearts On Fire
- 2016: Blue Highways
- 2018: Miles To Go

### Livealbums
- 2013: Twenty Five Live

### Compilatiealbums
- 1995: Then Again...
- 2011: Take It From The Top: The Best Of Colin James

### Gast-optredens
- 1991: Long John Baldry - It Still Ain't Easy
- 1992: The Chieftains - Another Country)
- 1993: Don Freed - live, ARR! (geboekt als Colin James Munn)
- 1996: Long John Baldry - Right To Sing The Blues
- 2004: JW-Jones Blues Band - My Kind of Evil
- 2004: Craig Northey en Jesse Valenzuela - Northey Valenzuela